# Løgstør
Løgstør ist eine dänische Kleinstadt auf der Halbinsel Himmerland im Norden Jütlands. Die Stadt mit rund 4400 Einwohnern liegt am Løgstør Bredning, dem größten Fahrwasser im Limfjord. Seit 2007 gehört sie zur Großgemeinde Vesthimmerland, die in der Region Nordjylland liegt. Davor, von 1970 bis Dezember 2006, bildete sie das Zentrum der Løgstør Kommune. Als Urlaubsort wirbt Løgstør mit dem Beinamen „Muschelstadt“.

## Geschichte
1514 hieß der Ort noch Løgstedør, was sich aus dem Dorfnamen Løgsted („Ort mit Zwiebeln“) und ør (etwa „Kiesufer“) zusammensetzt. Im 16. Jahrhundert blühte der Ort auf, als die Heringsfischerei ein einträgliches Geschäft versprach. Um die Einforderung von Abgaben zu erleichtern, verfügte Friedrich II. im Jahr 1516, dass am Limfjord nur an zwei Stellen Hering gesalzt werden durfte – in Aalborg und am Strand nördlich des Dorfes Løgsted. Mit der Verordnung begann die Besiedlung von Løgstedør, dessen Name sich später zu Løgstør verkürzte. In den folgenden Jahrhunderten wuchs der Ort, dessen Bewohner sich bis Anfang des 19. Jahrhunderts vornehmlich der Heringsfischerei widmeten. Nach einem Durchbruch der Nordsee in den Limfjord bei der Landzunge Agger Tange im Jahr 1825 verschwand der Hering aus dem Fjord und die Fischerei ging zurück. Kaufleute ersetzten die Fischer, die über den Seeweg Handel mit nordeuropäischen Städten betrieben, der allerdings illegal war, da Løgstør noch über keine Marktrechte mit dazugehörigen Handelsprivilegien verfügte.
Die im Westen gelegene Untiefe Løgstør Grunde brachte vielen Bewohnern Arbeit, da sie mit dem Herausziehen der Schiffe aus dem Gebiet beschäftigt waren. Diese Einnahmequelle verschwand mit dem Bau des 4,4 Kilometer langen Friedrich-VII.-Kanals (Frederik den VII’s Kanal), der vom besagten König 1861 eröffnet wurde. Der parallel zur Küste verlaufende Kanal wurde 1913 wieder geschlossen, nachdem eine Fahrrinne durch die Untiefe gegraben wurde. In der zweiten Hälfte des 19. Jahrhunderts brachte die Industrialisierung dem Ort wirtschaftlichen Aufschwung. Løgstør bekam unter anderem eine Brauerei, eine Kleiderfabrik und eine Eisengießerei. Dass Løgstør erst im Jahr 1900 die Marktrechte erhielt und sich fortan købstad („Provinzstadt“) nennen durfte, schuldet dem Konkurrenzdenken der Aalborger, die vorher nicht bereit waren, den Løgstørern erweiterte Handelsprivilegien einzuräumen.
Im Norden von Løgstør wurde 1942 die Aggersundbrücke eröffnet, die seit den 1920er Jahren von Løgstører Bürgern gefordert wurde. Die Brücke über den Limfjord verbindet die Stadt mit der nordjütländischen Insel Vendsyssel-Thy. Auf der Løgstører Seite stellten die deutschen Besatzer einige Bunker auf, um den Verkehr über die 228 Meter lange Brücke zu beobachten.
Um das Jahr 1980 stellten viele Fischer auf Muschelfischerei um, die bis heute den wichtigsten Erwerbszweig in der Limfjordfischerei darstellt. Das brachte Løgstør den Beinamen Muschelstadt ein, worauf die touristische Vermarktung der Stadt intensiv aufbaut.

## Sehenswürdigkeiten

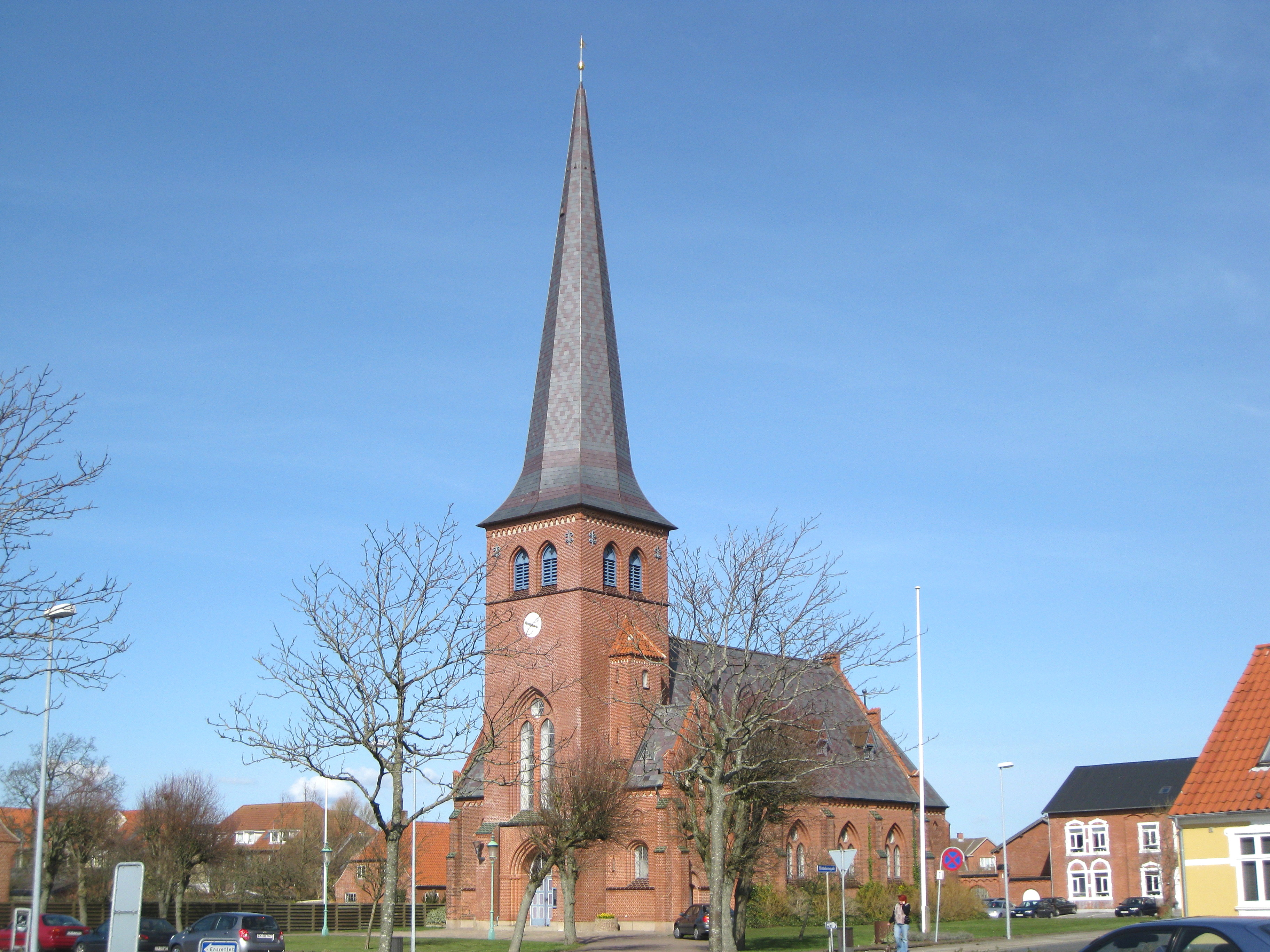
Løgstører Kirche (Løgstør Kirke)

Der Stadtkern besteht aus alten Häusern, die vor allem im 19. Jahrhundert für Fischer und Seeleute gebaut wurden. Eines dieser Gebäude ist das Wohnhaus des Schriftstellers und Dichters Johan Skjoldborg, der von 1917 bis zu seinem Tod im Jahr 1936 dort lebte. Das gelbe Haus mit Aussicht auf den Limfjord ist ein Geschenk dänischer Häusler, die sich damit für seine Beschreibung ihrer Lebensumstände bedankten. In der Bibliothek von Løgstør findet sich Dänemarks größte Sammlung der Werke von Skjoldborg.
Die neugotische Backsteinkirche Løgstør Kirke wurde 1893 gebaut und 1993 grundlegend renoviert. Im Stadtwappen von Løgstør ist die Kirche, die von einem Sternenhimmel umgeben ist, abgebildet. Der Friedhof von Løgstør besteht seit 1861 und ist damit älter als die Kirche. Dort befindet sich auch das Grab von Johan Skjoldborg.
Das Limfjordmuseum, das zwischen dem Limford und dem Løgstør-Kanal liegt, ist in der ehemaligen Wohnung des Kanalvogts untergebracht und beschäftigt sich mit der maritimen Kulturgeschichte des Fjordes. Vor dem Museumsgebäude am Friedrich VII.-Kanal liegen einige der alten Fischerboote, die von der dazugehörigen Museumswerft instand gehalten werden. Der seit 1958 denkmalgeschützte Kanal ist ebenso Teil des Museums wie die benachbarte, 1861 fertiggestellte Drehbrücke. Die 25 Tonnen schwere Brücke wird einmal monatlich, im Juli wöchentlich, für und von Touristen per Hand geöffnet.

## Veranstaltungen
Im Frühjahr feiert die Stadt das Muslingehøstfest. Mit dem „Muschelerntefest“ werden die Muscheln aus dem Limfjord feierlich für den Verzehr freigegeben. Die Zunftmeister treten jedes Jahr zusammen, sobald die ersten geernteten Muscheln und Austern den Hafen von Løgstør erreichen, und genehmigen die Schalentiere erst, wenn sie als reif erachtet werden. Ein weiteres Event ist das im August stattfindende Løgstør Open Air-Musikfestival. Es ist eines der größten Veranstaltungen in Vesthimmerlands Kommune. Im September ist Løgstør Starthafen der Limfjorden Rundt, einer Regatta für hölzerne Segelschiffe.

## Wirtschaft
In Løgstør befindet sich ein Produktionsstandort und die Europazentrale von Jeld-Wen.

## Persönlichkeiten
- Peder Horrebow (* 1679 in Løgstør; † 1764) – Astronom
- Johan Skjoldborg (* 1861 in Øsløs bei Thisted; † 1936) – Schriftsteller und Dichter, der bis zu seinem Tod in Løgstør wohnte
- Mikael Simonsen (1882–1950), dänischer Ruderer
- Arne Ranslet (* 1931 in Løgstør; † 2018) – Bildhauer und Keramikkünstler
- Christian Mejdahl (* 1939 in Løgstør) – Politiker, Folketingsabgeordneter (1987–2007) und Parteivorsitzender der Venstre (2003–2007)
- Pernille Vigsø Bagge (* 1975 in Løgstør) – Folketingsabgeordnete der Socialistisk Folkeparti seit 2005